# Kostel Vzkříšení Páně (Slavkov u Brna)
Římskokatolický farní kostel Vzkříšení Páně ve Slavkově u Brna je ojedinělá historizující stavba z 2. poloviny 18. století s prvky klasicismu a empíru. Reprezentuje nové architektonické pojetí církevních staveb v duchu josefínských osvícenských reforem. Stojí při východním okraji zámeckého areálu jako dominanta na severním konci Palackého náměstí, k jeho východní straně přiléhá Komenského náměstí a zadní trakt s farou je obrácena do Malinovského ulice. Areál kostela s farou je od roku 1958 na seznamu kulturních památek ČR.

## Historie
Kostel dal postavit slavkovský zámecký pán kníže Václav Antonín Dominik Kounic-Rietberg náhradou za gotický kostel sv. Jakuba, který se v roce 1757 částečně zbortil a následně byl zbořen. Návrhem projektu byl pověřen dvorní císařský architekt Johann F. Hetzendorf. Kostel byl postaven v letech 1786–1789 a je typickou ukázkou osvícenské sakrální tvorby v Rakousku. Hodiny byly instalovány v roce 1882. V roce 1907 byl pořízen nový hodinový stroj od brněnské firmy J. Moravus, který prošel generální opravou a byl znovu instalován v roce 2000.
V 80. letech 20. století byly v kostele instalovány nové varhany, položena mramorová dlažba a provedena nová liturgická úprava interiéru. V roce 1986 byl posvěcen nový hlavní oltář z bílého mramoru. Komplexní rekonstrukce proběhla v letech 1999-2006. V moderním oltáři se nacházejí ostatky italské mučednice svaté Marie Gorettiové.

## Popis
Komplex farního kostela a fary je situován v blízkosti západní strany zámku v historickém jádru města.
Jde o klasicistní jednolodní sálový chrám s mělkým pravoúhlým presbytářem a střídmou vnitřní výzdobou. Za presbytářem je připojena hranolová věž se zvonicí. Od věže se na dvě strany rozkládají nižší křídla farní budovy. Hlavní průčelí má představený sloupový portikus o šesti sloupech s kompozitními hlavicemi. Sloupy nesou nápis : WENCESL - ANT - PR. A. KAVNITZ - RIETBERG. FECIT. MDCCLXXXIX. Nad ním je umístěn trojúhelníkový tympanon s reliéfem Rozeslání apoštolů od sochaře Franze Zächerleho. Nad výraznou podstřešní římsou je na okraji valbové střechy instalován hodinový nástavec. Nad vchodem do kostela je kartuš s erbem.
Kostelní loď s valenou klenbou je v horní části prolomena okny lunetového tvaru. Je dlouhá 33,5 m a široká 17,5 m. Po obou delších stranách lodi jsou tři nehluboké oltářní výklenky. Výzdoba interiéru v jednotném barevném tónu je tvořena reliéfy umístěnými v postranních nikách. Vzkříšení Páně a archu úmluvy nad hlavním oltářem či reliéf Křest Páně a Poslední Večeři Páně nad bočními oltáři zhotovil Franz Zächerle. Dva reliéfy – Dvanáctiletý Ježíš v chrámě a Vzkříšení Lazara vytvořila brněnská firma Hansman a Stürmer, reliéfy Narození a Ukřižování Páně pak byly zhotoveny pražským sochařem Čeňkem Vosmíkem. Původní hlavní oltář a dva boční oltáře byly vyrobeny z červeného solnohradského mramoru. Na bočních oltářích jsou zlacené reliéfy s biblickými motivy. Nynější hlavní oltář z bílého mramoru byl posvěcen 12. října 1986. Autorem je akademický malíř Milivoj Husák.  Na kruchtě jsou instalovány varhany, které prošly rekonstrukcí v roce 1988.
Ze tří kazatelen se využívá pouze jedna na boku lodi. Pod kůrem jsou umístěny dvě mramorové kropenky. Boční kaple je zdobena nástěnnou malbou s motivem Ježíše Krista s apoštolem Petrem od akademického malíře Milivoje Husáka. Na věži kostela je několik zvonů. Mezi nejstarší patří sv. Jan z roku 1762 a Maria z roku 1776. 